# Merl
Pour les articles ayant des titres homophones, voir Merle et Merles (homonymie).
Merl (en luxembourgeois : Märel ) est l'un des 24 quartiers de Luxembourg-ville. En 2025, il comptait 6 552 habitants, dont 68,9% de non-luxembourgeois.

## Situation géographique
Le quartier Merl a une surface de 242,81 ha et est situé à la frontière ouest de la capitale. Il confine au nord à Belair, à l’est à Hollerich, et au sud à Cessange. Il est situé à l’extrême ouest de la ville.

## Historique
Merl était un village qui possédait une chapelle au Moyen Âge, dépendant de la paroisse de Hollerich. Jusqu’aux temps modernes Merl était une partie des possessions de l’abbaye bénédictine de Munster et avait par conséquent peu à voir avec la ville de Luxembourg.
Après la suppression de tous les établissements religieux à la fin du 18e siècle, Merl devient une commune autonome avec une paroisse propre. L’église de Merl atteint son extension actuelle par des transformations et agrandissements successifs du 18ème au 20e siècle.
En 1815 Merl perd son indépendance et faisait partie depuis de la commune de Hollerich, qui fusionna avec la Ville de Luxembourg en 1920. Dans les années 1920 a commencé une intense activité de construction, qui perdure jusqu’à aujourd’hui et qui a fait de Merl, avec le campus scolaire Geesseknäppchen, le conservatoire et le parc, un quartier vivant de la ville de Luxembourg.